# Пролетарский район (Ростовская область)
Пролета́рский райо́н — административно-территориальная единица (район) и муниципальное образование (муниципальный район) в составе Ростовской области Российской Федерации.
Районный центр — город Пролетарск. Расстояние от райцентра до г. Ростова-на-Дону составляет 206 км.

## История
Пролетарский район образован в 1924 году, а в 1925 году станица Великокняжеская была названа Пролетарской. В честь юбилея станицы 24 июля 1970 года она была переименована в город Пролетарск.
В 1944 году к району была присоединена часть территории бывшего Калмыцкого района. В 1963 году укрупнен за счет территории бывшего Орловского района, которая вновь отошла от него в 1965 году. В том же году к району присоединена территория двух сельсоветов Семикаракорского района.

## География
Пролетарский район расположен в юго-восточной части Ростовской области, на правом берегу реки Маныч. На севере граничит с Веселовским, Семикаракорским и Мартыновским районами, на востоке — с Орловским районом, на юге — с Сальским районом и районами республики Калмыкия и на западе — с Сальским районом. Площадь района составляет 2740 км².
Большие изменения в экономическую жизнь и географию Пролетарского района внесли строительство оросительной сети, сооружение водохранилищ в системе опресненного и ставшего судоходным Маныча. Основные водные артерии — Пролетарское водохранилище, Пролетарский оросительный канал, реки Маныч и Чапрак.

### Климат
Самый холодный месяц — январь со среднемесячной температурой 4,4° С, а самый жаркий — июль c 24,1° С, при среднегодовой температуре  9,9° С. Максимальное количество осадков выпадает в мае и июне — 56 мм, а минимальное в октябре — 29 мм при среднегодовом количестве осадков — 511 мм. Преобладающие направления ветра зимой — юго-восточные, а в летние месяцы — восточные, юго-восточные. Наибольшая средняя скорость ветра отмечается в феврале и составляет 5,6 м/сек, наименьшая — в июне — 3,4 м/сек при среднегодовой — 4,4 м/сек.

### Земли района
Общая площадь землепользования — 272,830 тыс. га, в том числе пашня — 149 тыс. 534 гектара. Из них государственный лесной фонд составляет 4,2 тыс. гектаров. В 15 км от станицы Будённовской расположено Родниковское лесничество — искусственные насаждения дуба, являющиеся федеральной собственностью.

## Население
Динамика численности населения
| 1926  | 1939  | 1959  | 1970  | 1979  | 1989  |
| ----- | ----- | ----- | ----- | ----- | ----- |
| 52795 | 33486 | 27356 | 36300 | 37486 | 36346 |

| 2002    | 2009    | 2010    | 2011    | 2012    | 2013    | 2014    | 2015    | 2016    |
| ------- | ------- | ------- | ------- | ------- | ------- | ------- | ------- | ------- |
| 36 297  | ↘35 510 | ↗36 510 | ↘36 465 | ↘36 205 | ↘35 832 | ↘35 433 | ↘35 131 | ↘34 924 |
| 2017    | 2018    | 2019    | 2020    | 2021    |         |         |         |         |
| ↘34 532 | ↘34 094 | ↘33 657 | ↘33 416 | ↗33 601 |         |         |         |         |

Национальный состав
| Народ                                            | 1939 год чел.   | 2002 год чел.   | 2010 год чел.   |
| ------------------------------------------------ | --------------- | --------------- | --------------- |
| Русские                                          | 28 120 (83,9 %) | 31 184 (85,9 %) | 30 972 (85,2 %) |
| Цыгане                                           | —               | 595 (1,6 %)     | 1274 (3,5 %)    |
| Чеченцы                                          | —               | 871 (2,4 %)     | 781 (2,1 %)     |
| Турки                                            | —               | 475 (1,3 %)     | 634 (1,7 %)     |
| Украинцы                                         | 2 082 (6,2 %)   | 810 (2,2 %)     | 431 (1,1 %)     |
| Армяне                                           | —               | 328 (0,9 %)     | 330 (0,9 %)     |
| Немцы                                            | 1934 (5,8 %)    | —               | —               |
| Калмыки                                          | 471 (1,4 %)     | —               | —               |
| Показаны народы c численностью более 300 человек |                 |                 |                 |

По итогам переписи населения 2020 года проживали следующие национальности (национальности менее 0,1 % и другое см. в сноске к строке «Другие»):
| Национальность   | Численность, чел. | Доля     |
| ---------------- | ----------------- | -------- |
| Русские          | 28 373            | 84,88 %  |
| Цыгане           | 1574              | 4,71 %   |
| Чеченцы          | 792               | 2,37 %   |
| Турки            | 458               | 1,37 %   |
| Даргинцы         | 423               | 1,27 %   |
| Армяне           | 267               | 0,80 %   |
| Агулы            | 225               | 0,67 %   |
| Турки-месхетинцы | 219               | 0,66 %   |
| Аварцы           | 194               | 0,58 %   |
| Украинцы         | 137               | 0,41 %   |
| Другие           | 764               | 2,28 %   |
| Итого            | 33 426            | 100,00 % |

## Муниципально-территориальное устройство
В Пролетарском районе одно городское и девять сельских поселений:
| №  | Городское и сельские поселения       | Админ. центр           | Количество населённых пунктов | Население | Площадь, км² |
| -- | ------------------------------------ | ---------------------- | ----------------------------- | --------- | ------------ |
| 1  | Пролетарское городское поселение     | город Пролетарск       | 4                             | ↗19 364   |              |
| 2  | Будённовское сельское поселение      | станица Будённовская   | 5                             | ↘2647     |              |
| 3  | Дальненское сельское поселение       | хутор Дальний          | 4                             | ↘1440     |              |
| 4  | Ковринское сельское поселение        | хутор Коврино          | 3                             | ↘1073     |              |
| 5  | Мокроельмутянское сельское поселение | село Мокрая Ельмута    | 3                             | ↘1127     |              |
| 6  | Николаевское сельское поселение      | хутор Николаевский 2-й | 4                             | ↗1450     |              |
| 7  | Огневское сельское поселение         | хутор Ганчуков         | 3                             | ↗1007     |              |
| 8  | Опенкинское сельское поселение       | посёлок Опенки         | 5                             | ↘1854     |              |
| 9  | Суховское сельское поселение         | хутор Сухой            | 3                             | ↘2230     |              |
| 10 | Уютненское сельское поселение        | хутор Уютный           | 1                             | ↘1309     |              |

| №  | Населённый пункт | Тип     | Население | Муниципальное образование                           |
| -- | ---------------- | ------- | --------- | --------------------------------------------------- |
| 1  | Будённовская     | станица | 2114      | Будённовское сельское поселение                     |
| 2  | Большая Бургуста | хутор   | 75        | Ковринское сельское поселение                       |
| 3  | Валуйский        | хутор   | 235       | Суховское сельское поселение                        |
| 4  | Вербный          | посёлок | 82        | Опенкинское сельское поселение                      |
| 5  | Ганучков         | хутор   | 679       | Огневское сельское поселение                        |
| 6  | Гудило           | посёлок | 70        | Николаевское сельское поселение                     |
| 7  | Дальний          | хутор   | 945       | Дальненское сельское поселение (Ростовская область) |
| 8  | Дольный          | посёлок | 59        | Опенкинское сельское поселение                      |
| 9  | Кирсалово        | посёлок | 104       | Пролетарское городское поселение                    |
| 10 | Коврино          | хутор   | 978       | Ковринское сельское поселение                       |
| 11 | Конармейский     | посёлок | 148       | Пролетарское городское поселение                    |
| 12 | Корсаки          | посёлок | 71        | Опенкинское сельское поселение                      |
| 13 | Красный Скотовод | посёлок | 258       | Николаевское сельское поселение                     |
| 14 | Малая Бургуста   | хутор   | 124       | Ковринское сельское поселение                       |
| 15 | Мокрая Ельмута   | хутор   | 596       | Мокроельмутянское сельское поселение                |
| 16 | Наумовский       | хутор   | 498       | Будённовское сельское поселение                     |
| 17 | Николаевский 2-й | хутор   | 978       | Николаевское сельское поселение                     |
| 18 | Новомоисеевский  | хутор   | 530       | Дальненское сельское поселение                      |
| 19 | Опенки           | посёлок | 1694      | Опенкинское сельское поселение                      |
| 20 | Привольный       | хутор   | 472       | Мокроельмутянское сельское поселение                |
| 21 | Приманычский     | посёлок | 261       | Пролетарское городское поселение                    |
| 22 | Пролетарск       | город   | ↗18 983   | Пролетарское городское поселение                    |
| 23 | Протоки          | посёлок | 124       | Опенкинское сельское поселение                      |
| 24 | Русский          | хутор   | 6         | Дальненское сельское поселение                      |
| 25 | Ряска            | хутор   | 64        | Огневское сельское поселение (Ростовская область)   |
| 26 | Солёный          | хутор   | 199       | Суховское сельское поселение                        |
| 27 | Степной          | хутор   | 232       | Николаевское сельское поселение                     |
| 28 | Сухая Ельмута    | хутор   | 199       | Мокроельмутянское сельское поселение                |
| 29 | Сухой            | хутор   | 2028      | Суховское сельское поселение                        |
| 30 | Татнинов         | хутор   | 352       | Огневское сельское поселение (Ростовская область)   |
| 31 | Уютный           | хутор   | ↘1309     | Уютненское сельское поселение                       |
| 32 | Харьковский 1-й  | хутор   | 156       | Будённовское сельское поселение                     |
| 33 | Харьковский 2-й  | хутор   | 138       | Будённовское сельское поселение                     |
| 34 | Хирный           | хутор   | 252       | Дальненское сельское поселение                      |
| 35 | Черниговский     | хутор   | 104       | Будённовское сельское поселение                     |

## Местное самоуправление
Председатели собрания депутатов
- Кузьмина Надежда Александровна
- Минор Татьяна Николаевна

Главы администрации района
- с 2015 года — Гончар Сергей Дмитриевич

## Экономика
Район преимущественно сельскохозяйственный,
Специализируется на производстве зерна, риса, масличных культур, мясомолочной и плодоовощной продукции. В районе 18 сельскохозяйственных предприятий, 156 фермерских хозяйств.
Пролетарск окружен известными рыбой водоемами: Пролетарским и Веселовским водохранилищами, целым каскадом искусственных водоемов на балке Казинка. Издавна район славится рыбой и рыбной продукцией.

## Русская православная церковь
Церковь Николая Чудотворца в с. Обливская. Построена в 1905 году. В XX веке храм дважды закрывался, разрушался и вновь открывался и восстанавливался. В нём был спортивный зал, мебельный склад.

## Достопримечательности
- Здание железнодорожной станции (1901 г.)
- Здание железнодорожного вокзала (1899 г.)
- Здание банка (1911 г.)
- Памятник и братская могила воинов гражданской и Великой Отечественной войн (1918, 1943 г.) В братской могиле похоронено 4800 человек.
- Флоролаврская церковь.
- Памятник и братская могила на месте расстрела жителей ст. Платовской в годы Гражданской войны (1918 г.). В братской могиле похоронено 365 человек.
- Памятники В. И. Ленину в Ганчукове, Коврино, Опенках, Мокрой Ельмуте, Пролетарске, Буденновской, Уютном и Сухом[31].

Памятники археологии
Всего на учёте в Пролетарском районе Ростовской области находится 287 памятников археологии, в том числе:
- Курганная группа «Новомоисеевский II» (2 кургана).
- Курганная группа «Буланый I» (4 кургана).
- Курганная группа «Сургучев» (2 кургана).
- Курганная группа «Хирный II» (4 кургана).
- Курганная группа «Сухой I» (2 кургана).

## Люди, связанные с районом
- Будённый Семён Михайлович (1883—1973) — советский военачальник, один из первых Маршалов Советского Союза, трижды Герой Советского Союза, кавалер Георгиевского креста всех степеней. Командующий Первой конной армией РККА в годы Гражданской войны.
- Городовиков, Басан Бадьминович (1910—1983) — Герой Советского Союза, генерал-лейтенант.
- Черевиченко, Яков Тимофеевич (1894—1976) — советский военачальник, генерал-полковник.
- Безуглов Анатолий Алексеевич (1928-2022) - юрист, писатель, драматург, сценарист.

Почётные жители Пролетарского района
- Бухтияров Василий Павлович — глава Пролетарского района в 1997—2001 и 2005—2010 годах
- Ломакин Александр Сергеевич — директор МПМК-1 «Ростоблколхозстрой» в 1973—1990 годах
- Мартынов Пётр Александрович — директор Пролетарской РЭС в 1955—1979 годах